# Oswald von Wolkenstein

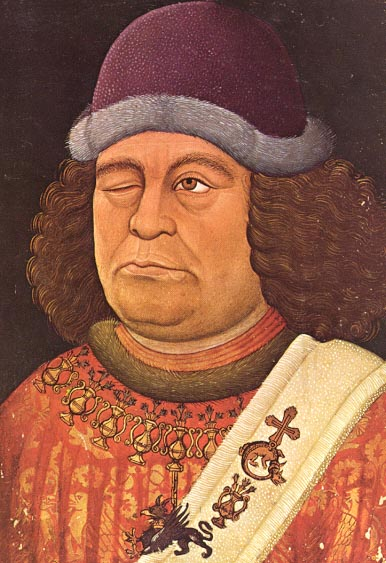
Oswald von Wolkenstein - Retrato extraído de Innsbrucker Handschrift, 1432.

Oswald von Wolkenstein (Castillo Schöneck en Pustertal/Tirol del Sur, probablemente 1376 o 1377-Merano, 2 de agosto de 1445) fue un poeta, compositor y diplomático, en cuya condición viajó por toda Europa, incluso a Georgia.

## Etimología del nombre
El apellido "von Wolkenstein" viene del nombre de su propiedad en Tirol del Sur (una provincia montañosa de Austria que fue tomada por Italia en la Primera Guerra Mundial).

## Biografía
Oswald era noble de una familia de Villanders pero al no ser el primogénito pasó su juventud como asistente. Esto lo llevó a varios países y le hizo aprender diversos idiomas. Se convirtió en diplomático para los nobles de Tirol y el emperador Segismundo de Luxemburgo y participó en varios consejos alemanes.

## Obra
En 1407 heredó una parte del castillo de Haustein y pasó el resto de su vida en una disputa de propiedad con el arrendatario, la familia de Martin Jaeger. Fruto de esas desavenencias políticas fue encarcelado varias veces. Se enamoró de la hija de uno de sus adversarios en la discordia, Anna Hausmann, y le escribió varios poemas de amor incluso después de su matrimonio. Durante su vida, aparte de a su esposa escribiría también a una tal "Bárbara".
La mayoría de sus canciones fueron monódicas escribiendo también algunos trabajos polifónicos, con melodías de alta calidad. Su poesía se basa en hechos que habría presenciado, siendo tres los temas recurrentes en sus trabajos: los viajes, Dios y los burdeles.